# Viewtiful Joe
Viewtiful Joe (ビューティフルジョー?, Byūtifuru JO) è un videogioco di tipo picchiaduro a scorrimento, con elementi platform, sviluppato da Capcom Production Studio 4 nel 2003 per le versioni per Nintendo GameCube e da Clover Studio nel 2004 per le versioni per PlayStation 2 e pubblicato da Capcom.

## Trama
La storia di per sé vuole essere una parodia del mondo del cinema, proponendo un ragazzo comune, Joe, come eroe improvvisato, Viewtiful Joe. Il suo scopo è salvare la sua ragazza, Silvia, rapita mentre si trovavano al cinema dall'antagonista del film che stavano guardando insieme, trasferendo pertanto il luogo delle azioni nella pellicola. Attraverso gli insegnamenti del guru del ragazzo, Captain Blue, il giovane è capace di sfruttare i suoi straordinari poteri e sconfiggere il male.

## Modalità di gioco
Viewtiful Joe è un gioco d'azione strutturato in tre dimensioni ma che, di fatto, si svolge bidimensionalmente, a calcare la rappresentazione cinematografica.
Il gameplay di Viewtiful Joe è eccentrico e allo stesso tempo di matrice classica: un ritorno alle avventure a scorrimento orizzontale come Super Mario Bros. o Double Dragon.
I tre poteri di Joe sono i VFX (Viewtiful Effects), ideati in modo tale da emulare gli effetti speciali cinematografici alla Matrix:
- Slow: "rallenta" l'azione, provocando una maggiore intensità degli attacchi di Joe, così come riflessi migliorati e maggiore abilità nello schivare i colpi.
- Mach speed: "velocizza" l'azione, permette a Joe di mettere a segno una sequela rapidissima di colpi, correre a velocità soniche tanto da bruciare i nemici.
- Zoom: "avvicina" l'azione, dando a Joe una combinazione di attacchi (in concomitanza ai precedenti VFX) più potente ed efficace.

Queste abilità sono utili tanto in combattimento, quanto nel risolvere gli enigmi di cui è costellato il gioco.

## Sviluppo
Inizialmente in esclusiva per GameCube, l'elevata difficoltà del gioco nella sua versione originale, ha indotto la Capcom a pubblicarne una riedizione semplificata Viewtiful Joe Revival. Successivamente il gioco è stato affidato alla casa di sviluppo Clover Studio che implementando alcune modifiche ha eseguito la conversione per PlayStation 2. In Giappone questa versione è stata sottotitolata Una nuova speranza (新たなる希望?, Aratanaru Kibo) a parodiare l'omonimo capitolo della saga di Star Wars.

## Accoglienza
La rivista Play Generation diede alla versione per PlayStation 2 un punteggio di 93/100, trovando diversi livelli di difficoltà, un sistema di gioco profondo e intuitivo e una grafica da "paura", rivelandosi imperdibile per chiunque si definisse un videogiocatore.